# Thysselinum lucidum
Thysselinum lucidum är en flockblommig växtart som beskrevs av Conrad Moench. Thysselinum lucidum ingår i släktet Thysselinum och familjen flockblommiga växter. Inga underarter finns listade i Catalogue of Life.